# Çatalca
Çatalca (korabeli magyar fonetikus írásmóddal: Csataldzsa) İstanbul (tartomány) egyik körzete, az európai oldalon terül el, Thrákia területén. Azon kevés körzetek egyike, mely nem tartozik az isztambuli nagyvárosi önkormányzat alá. A középkorban Metra néven ismert település a bizánci időkben Konstantinápoly víz- és tüzelőanyag-ellátásáról gondoskodott, a 19. század második felében pedig Isztambul nyugati védelmét látta el. Lakossága 1927-ben alig haladta meg a 3000 főt, az 1940-es években azonban sok katonát telepítettek ide, így a lakosság először 10 000, majd 1945-re a 22 000 főt is meghaladta. Az 1950-es években újra 3800 főre esett vissza a lakosok száma. Több oszmán kori épület is áll itt, többek között a Ferhat Paşa-dzsámi, a 16. századból való Çatalca-hamam, valamint számos kút, szökőkút. A lakosság száma 1997-ben mintegy 73 000 fő volt, 2008-ban pedig 61 566.